# Rubén Ferrari
Rubén Ferrari (Río Gallegos, ca. 1951) es un deportista argentino, especializado en atletismo adaptado y baloncesto en silla de ruedas, que se ha destacado por ser uno de los medallistas paralímpicos de ese país. Ferrari ganó dos medallas, una de oro en atletismo (lanzamiento de jabalina) y una de bronce en baloncesto en silla de ruedas en los Juegos Paralímpicos de Heidelberg 1972.
Ferrari ha entrenado equipos de Baloncesto en silla de ruedas haciéndose cargo en 2010 de la dirección de CRiGaL de Río Gallegos, obteniendo el ascenso por primera en su historia a la primera división A en 2011 y el subcampeonato argentino en 2014.

Por sus logros deportivos fue reconocido en Argentina como Maestro del Deporte.

## Carrera deportiva

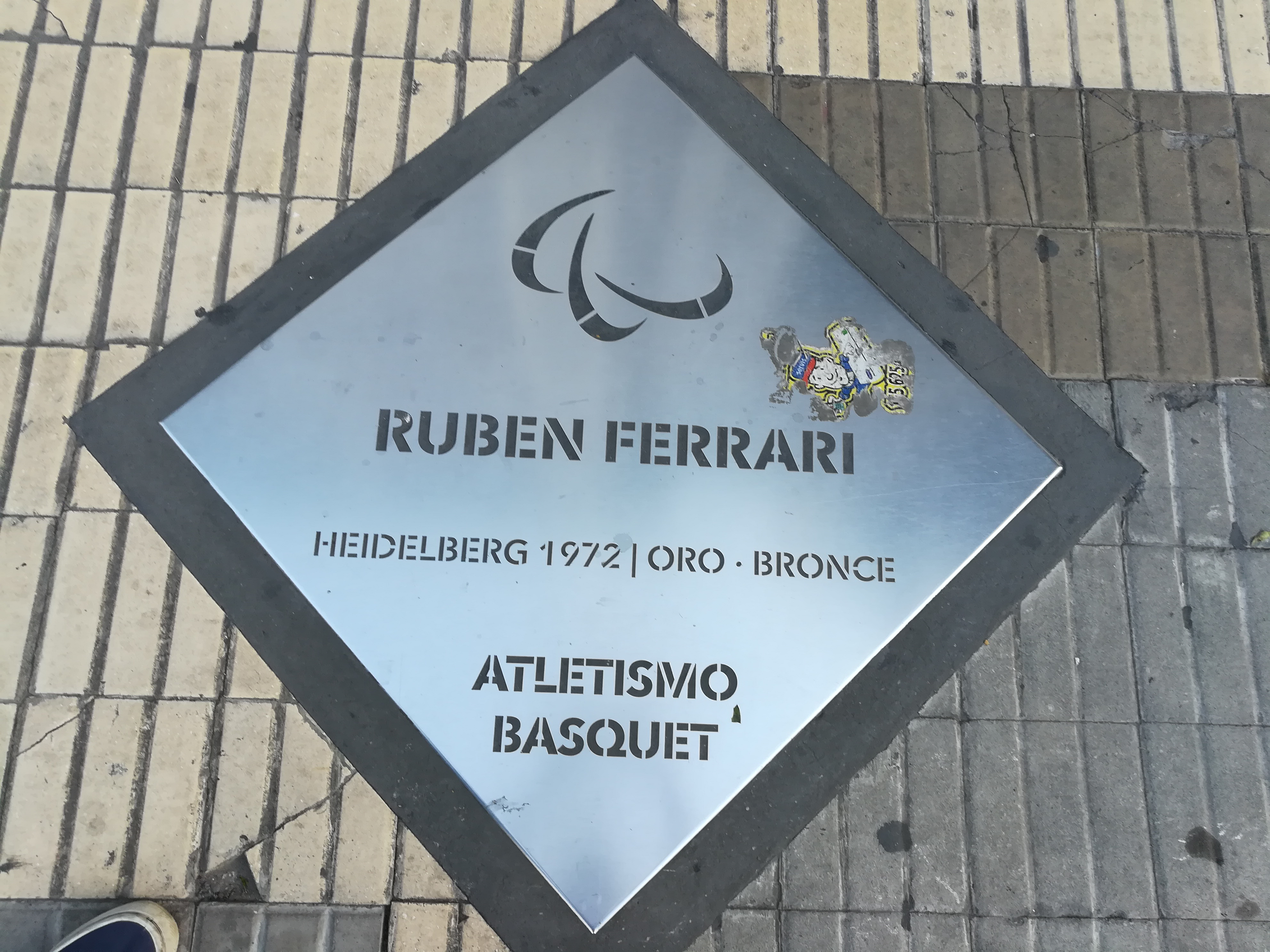
Placa homenaje a Ferrari en el Paseo de los Olímpicos de Rosario.

### Juegos Paralímpicos de Heidelberg 1972

#### Medalla de oro en atletismo (jabalina)
Rubén Ferrari obtuvo medalla de oro en jabalina 5, superando a 26 contrincantes. 
| 1            | Rubén Ferrari | Argentina      | 28.30 |  |
| 2            | Fliter        | Israel         | 27.47 |  |
| 3            | Ray Clark     | Estados Unidos | 27.24 |  |
| Fuente: IPC. |               |                |       |  |

#### Medalla de bronce en básquetbol en silla de ruedas
El equipo masculino de básquetbol estuvo formado por Juan Luis Costantini, Héctor Leurino, Guillermo Prieto, Alberto Parodi, Daniel Tonso, Luis Grieb, Juan Vega, Rubén Ferrari y Aldo Di Meola.
Participaron nueve países: Argentina, Australia Estados Unidos, Francia, Gran Bretaña, Israel, Italia, Países Bajos y Suecia que fueron dividos en dos grupos. Argentina salió primera en el Grupo A, ganándole a Gran Bretaña 56-48, a Suecia 78-26, a Países Bajos 61-36 y a Italia 70-44. En la semifinal perdió con Israel por un solo doble (53-55). El partido por la medalla de bronce fue contra Gran Bretaña, volviéndola a vencer esta vez por 54-39. Al año siguiente el equipo argentino se consagraría campeón mundial.
| Baloncesto Varones | Baloncesto Varones | Baloncesto Varones |
|                    | País               |                    |
| ------------------ | ------------------ | ------------------ |
| 1                  | Estados Unidos     |                    |
| 2                  | Israel             |                    |
| 3                  | Argentina          |                    |
| Fuente: IPC.       |                    |                    |